# Caio Atílio Serrano (cônsul em 120)
Caio Atílio Serrano (em latim: Gaius Atilius Serranus) foi um senador romano nomeado cônsul sufecto em algum momento no segundo semestre de 120 com Caio Carmínio Galo. 